# Hans-Jürgen Bock

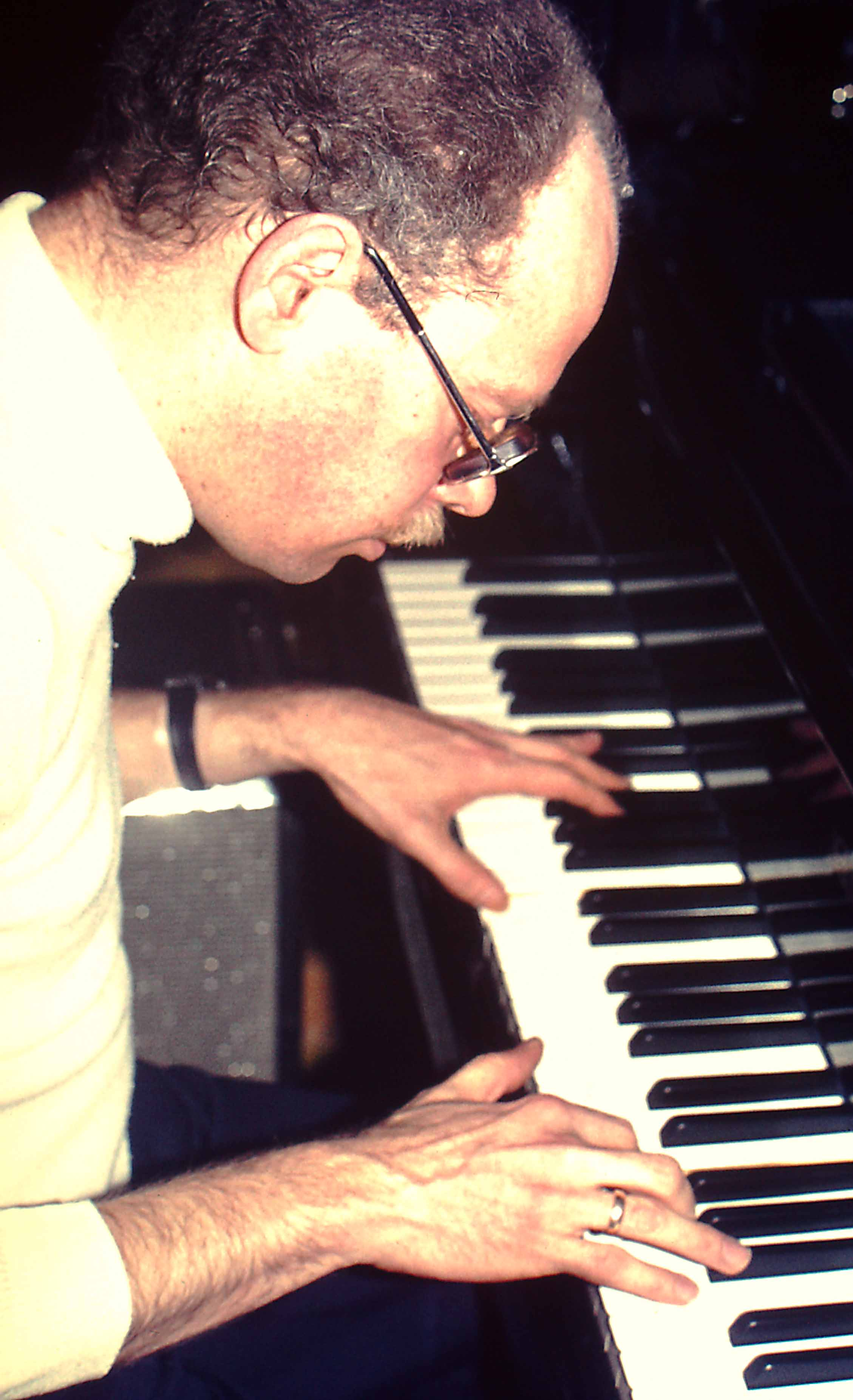
Hans-Jürgen Bock (1975)

Hans-Jürgen „Specht“ Bock (* 22. Januar 1939 in Hamburg; † 7. Mai 2006 in München) war ein deutscher Jazzpianist.

## Leben und Wirken
Bock hatte eine klassische Klavierausbildung; seit Mitte der 1950er Jahre wendete er sich dem Jazz zu. Er spielte zunächst mit den Central Hot Stompers und gründete ein eigenes Trio. 1960 wurde er Pianist der Old Merry Tale Jazzband, der er bis 1966 angehörte und an deren Hitplatten er beteiligt war. Nach seinem Umzug in den Stuttgarter Raum wirkte er bei der Jazz Society Stuttgart mit. Er spielte in lokalen Formationen, u. a. mit den Stuttgarter Dixieland All Stars, den Royal Garden Ramblers und der Jazzmo Dixie Gang, trat aber auch mit amerikanischen Jazzstars wie Peanuts Hucko, Dick Cary, Wild Bill Davison oder Roy Williams auf. Er gründete sein Trio Ragtime Specht Groove, zu dem Musiker wie Jan Jankeje gehörten, mit dem er erfolgreich auf Tournee ging und seit 1972 mehrere Alben einspielte. Auch trat er im Ragtime-Duo Specht & Spatz und im Trio von Joe Viera auf und legte ein Solo-Album vor.
Bock wirkte von 1975 bis zu seiner Pensionierung im März 2004 als Lehrbeauftragter der Hochschule für Musik und Darstellende Kunst Stuttgart. Seit 1979 war er auch Dozent für Jazzpiano-Kurse in Burghausen.